# Guineu voladora de Lyle
La guineu voladora de Lyle (Pteropus lylei) és una espècie de ratpenat de la família dels pteropòdids. Viu a Cambodja, Tailàndia, el Vietnam i la Xina. El seu hàbitat natural són els boscos i els manglars. Està amenaçada per la caça i la desforestació.